# بيتر بريسكوت
بيتر بريسكوت (بالإنجليزية: Peter Prescott)‏ هو طبال أمريكي، ولد في 26 أكتوبر 1957 في نانتوكيت في الولايات المتحدة.

## وصلات خارجية
- بيتر بريسكوت على موقع IMDb (الإنجليزية)
- بيتر بريسكوت على موقع ميوزك برينز (الإنجليزية)
- بيتر بريسكوت على موقع ديسكوغز (الإنجليزية)
- بيتر بريسكوت على موقع كينوبويسك (الروسية)